# Han, hun og Strindberg
Han, hun og Strindberg er en dansk spillefilm fra 2006 med instruktion og manuskript af Linda Wendel.

## Handling
Teaterinstruktøren Peter har det skidt med at være arbejdsløs, og det går ud over forholdet til hans kæreste, skuespilleren Marie. Derfor foreslår hun, at de to opsætter et stykke af August Strindberg sammen med hendes berømte veninde Liza. Det skulle hun nok ikke have gjort, for inden længe gør Liza sit bedste for at overtage både mand og hovedrolle, mens Maria stritter imod det bedste hun kan.

## Medvirkende
- Trine Appel - Marie
- Kenneth Carmohn - Peter
- Iben Hjejle - Liza
- Lisbet Lundquist - Vivi
- Rikke Weissfeld - Caster
- Niels Skousen - Teatermand
- Viktor-Emil Appel Hansen - Oskar
- Rasmus Wales Søderberg - Simon